# Haute-vallée-de-l'aude (IGP)
Ne doit pas être confondu avec Pays de la haute vallée de l'Aude.
Le haute-vallée-de-l'aude, appelé vin de pays de la haute vallée de l'Aude jusqu'en 2009, est un vin français d'indication géographique protégée (le nouveau nom des vins de pays) de zone qui a vocation à labelliser, après dégustation, les vins ne pouvant postuler une appellation d'origine. L'IGP concerne des vins rouges, rosés et blancs, produits sur une zone située autour de la ville de Limoux, de part et d'autre de la vallée de l'Aude, dans le département éponyme, au pied du massif pyrénéen.

## Histoire
Mentionnée depuis le Xe siècle, la vigne limouxine est historiquement soumise au droit coutumier. On a trace d'un édit formulé par les consuls de Limoux, en 1267, qui pour protéger les productions locales, stipule des droits d'entrées pour les vins importés. En 1349, c'est Guillaume de Flavacourt, archevêque d'Auch, représentant du pouvoir royal en Languedoc, qui interdit avec accord des consuls l'entrée des raisins et vins étrangers à Limoux, sauf avis contraire. 
Les vins locaux ne cessent de se développer à partir de la Renaissance. Claude-Joseph Trouvé, préfet de l'Aude à la Restauration, estime qu'« il ne manque au vin de Limoux, pour être extrêmement recherché, que d’être plus connu ».
Le vin de pays de la haute vallée de l'Aude est reconnu par décret du 20 novembre 1981.
Le carnaval de Limoux est un événement majeur de consommation des vins de la zone.

## Géographie

### Sols
La vigne est plantée sur trois types de sols :
- des sols de molasse détritique, très hétérogènes et érodés ;
- des sols calcaires et argileux du Sparnacien, riches en argile rouge ;
- des sols alluvionnaires anciens, en position de plateaux[3].

### Climat
La zone de production se situe à la rencontre entre l'influence océanique venue de l'ouest, et l'influence méditerranéenne venue de l'est. En outre, les vignes sont soumises aux effets de l'altitude, en particulier dans le sud de la zone où certaines plantations se situent à près de 500 mètres d'altitude.

### Zone de production

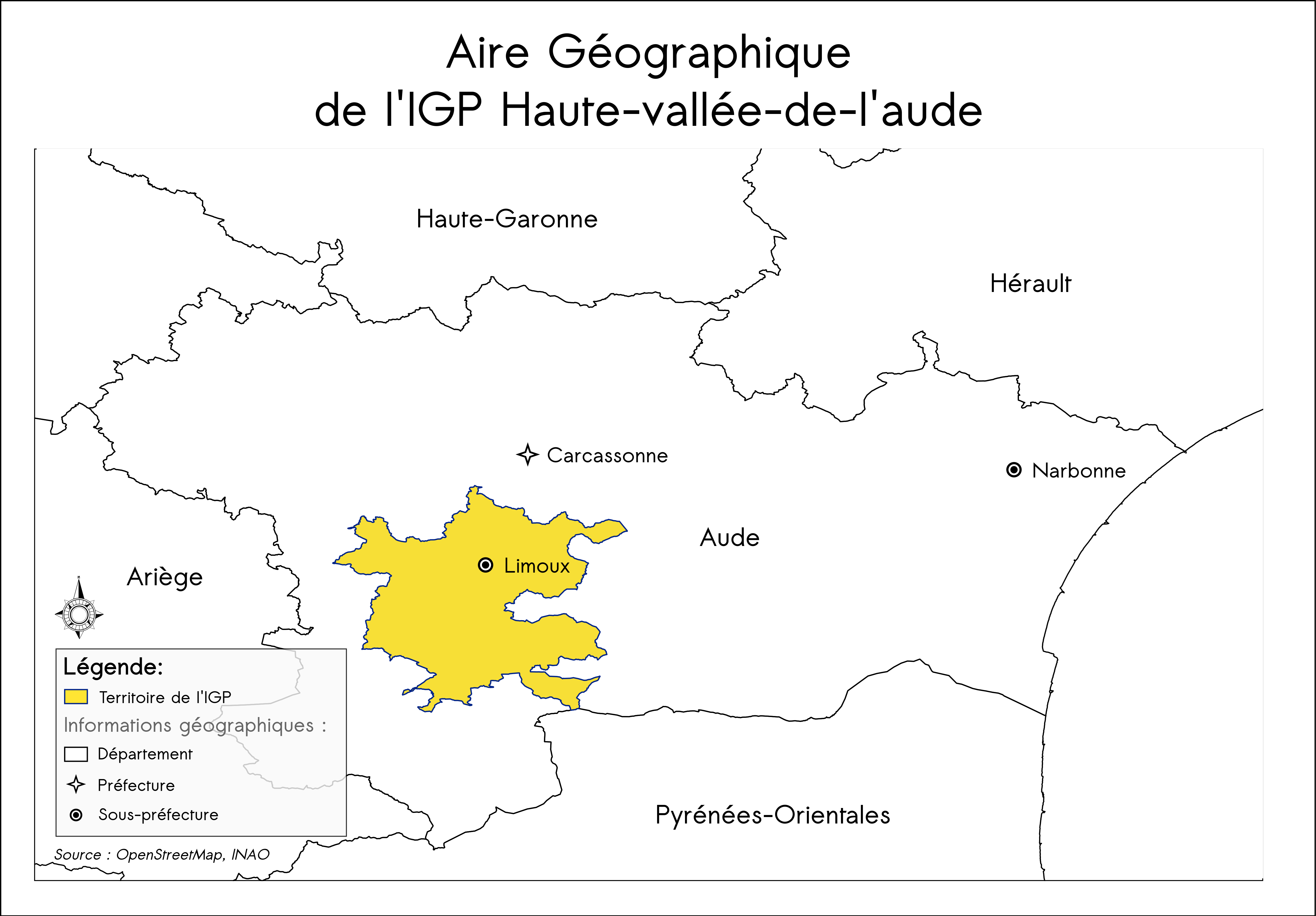

Elle se situe autour de la ville de Limoux, de part et d'autre de la vallée de l'Aude, entre le massif des Corbières à l'est et le Razès et le Quercorb à l'ouest, en amont de Carcassonne, et comprend les communes d'Ajac, Alaigne, Alet-les-Bains, Antugnac, Arques, Belcastel-et-Buc, Bouriège, Bourigeole, Bugarach, Campagne-sur-Aude, Cassaignes, Castelreng, Cépie, Conilhac-de-la-Montagne, Couiza, Cournanel, Coustaussa, Donazac, Esperaza, Fa, Festes-et-Saint-André, Gaja-et-Villedieu, Gardie, Granès, La Digne-d'Amont, La Digne-d'Aval, La Serpent, Ladern-sur-Lauquet, Limoux, Loupia, Luc-sur-Aude, Magrie, Malras, Montclar, Montazels, Pauligne, Peyrolles, Pieusse, Pomy, Pomas, Quillan, Rennes-le-Château, Rennes-les-Bains, Roquetaillade, Rouffiac-d'Aude, Rouvenac, Saint-Couat-du-Razès, Saint-Ferriol, Saint-Hilaire, Saint-Jean-de-Paracol, Saint-Martin-de-Villereglan, Saint-Polycarpe, Serres, Tourreilles, Villar-Saint-Anselme, Villebazy, Villelongue-d'Aude.

### Terroir et vin
L'affirmation d'un binôme indéfectible terroir/cépages est une spécificité de l'IGP Haute-vallée-de-l'aude, qui vise à démarquer la production, relativement modeste en comparaison des autres IGP du département. Le Conseil Interprofessionnel des AOC du Languedoc et des IGP Sud de France, qui a entrepris une classification des vins IGP du Languedoc-Roussillon en trois types de territoires « en fonction des points forts qui les caractérisent », rattache l'IGP Haute-vallée-de-l'aude aux indications « Espaces naturels ».

## Encépagement

### Cépages rouges
Les cépages rouges utilisés pour les vins rouges, rosés et gris sont le cabernet-sauvignon N, le cabernet-franc N, le côt N, le merlot N, le pinot meunier N, le pinot gris, le pinot noir et la syrah N.

### Cépages blancs
Les cépages utilisés sont le chardonnay B, le chenin B, le pinot blanc B, pinot gris G, le sauvignon B et le viognier B.

### Types de vin
Il existe 6 labellisations différentes :
- Haute Vallée de l'Aude blanc[5]
- Haute Vallée de l'Aude rosé[6]
- Haute Vallée de l'Aude rougé[7]
- Haute Vallée de l'Aude primeur ou nouveau blanc[8]
- Haute Vallée de l'Aude primeur ou nouveau rosé[9]
- Haute Vallée de l'Aude primeur ou nouveau rouge[10]